# Банк Бутана
Банк Бутана (англ. Bank of Bhutan, BoB) — первый коммерческий банк королевства Бутан.

## Краткая характеристика
Первый Банк Бутана получил королевскую лицензию в мае 1968 года. Штаб-квартира Банка находится в столице Тхимпху. До учреждения в 1982 году Королевского валютного управления Бутана Банк выполнял функции центрального банка. После создания Королевского валютного управления Бутана Банк играет роль агента по обслуживанию платежей и наличного денежного обращения. В 2000 году Банк прошел регистрацию как коммерческий банк государственного сектора. 
На 2017 год Банк является крупнейшим коммерческим банком королевства, он располагает сетью в 47 отделений, которые присутствуют в каждом дзонгхаге. Он оставался единственным банком в королевстве вплоть до 1997 года. На 2017 год в королевстве действует пять банков, включая Bhutan National Bank Ltd, Druk PNB Bank Ltd, Bhutan Development Bank Ltd, T Bank.

## Владельцы
Собственниками Банка являются Druk Holding & Investments Ltd., которой принадлежит 80% уставного капитала, и Государственный Банк Индии, на который приходится 20% капитала. Вплоть до 2007 года Банк управлялся министерством финансов Бутана. Управление осуществляется Druk Holding & Investments, которая также управляет другими компаниями государственного сектора.
Druk Holding & Investments представляет собой холдинговую компанию, принадлежащую правительству Бутана, чья задача состоит в управлении государственной собственностью. Министерство финансов Бутана — единственный акционер холдинговой компании. Druk Holding & Investments является владельцем 10 государственных компаний Бутана, ей принадлежит не менее 51% капитала еще в 4 дочерних лицах, включая Банк, и миноритарные пакеты 5 компаний (среди которых также Bhutan National Bank).

## Банк Бутана в экономике Королевства
На 1 июля 2017 года активы Банка достигали 47,7 млн. нгултрумов (около $750 тыс.). На 55% они состоят из кредитов, прежде всего, потребительских кредитов населению и ипотеки. Банк по-прежнему остается крупнейшим банком королевства. На него приходится 41% вкладов и 32% кредитов экономике. 